# Dawit Fekadu
Dawit Fekadu, född 29 april 1986, är en etiopisk professionell fotbollsspelare, som spelar som anfallare för Dedebit F. C.

## Landslagskarriär
I januari 2014 tog f.d tränaren Sewnet Bishaw honom till Etiopiens trupp till CAF 2014 African Nations Championship . Laget slogs ut redan i gruppspelet efter att ha förlorat mot Kongo, Libyen och Ghana.